# 特里費什蒂鄉 (尼亞姆茨縣)
46°53′50″N 26°49′21″E / 46.8971°N 26.8224°E
特里費什蒂鄉（羅馬尼亞語：Comuna Trifești, Neamț），是羅馬尼亞的鄉份，位於該國東北部，由尼亞姆茨縣負責管轄，面積57平方公里，海拔高度209米，2007年人口5,235，人口密度每平方公里92人。